# Juwan Staten
Juwan Staten (Dayton, 21 maggio 1992) è un allenatore di pallacanestro ed ex cestista statunitense.

## Palmarès

### Individuale
- Korisliiga MVP straniero: 1

Vilpas Vikings: 2016-2017